# ألماتشار
بلدية المَخَر أو (نقحرة: ألماتشار) (بالإسبانية: Almáchar) هي بلدية تقع في مقاطعة مالقة التابعة لمنطقة الأندلس جنوب إسبانيا.

## الديموغرافيا
بلغ عدد سكان بلدية المخر 1.885 نسمة عام 2011 (وفقاً للمعهد الوطني الإسباني للإحصاء).
| 1.967 | 1.956 | 1.822 | 1.898 | 1.892 | 1.888 | 1.885 |

## أعلام
- منصور إسكوديرو